# Эдвардс, Ада Мэй
Ада Мэй Эдвардс (англ. Ada Mae Edwards; 19 июня 1911, Антигуа — 2004) — школьная учительница и политический деятель из Сент-Китса и Невиса. Спикер Национального собрания (1978—1980), первая женщина на этом посту.

## Биография
Родилась на острове Антигуа 9 июня 1911 года.
Окончила педагогический колледж на Антигуа.
После окончания колледжа, в 1930 году переехала на остров Сент-Китс. Её первой работой стала должность помощника учителя в школе для мальчиков в Сэнди-Пойнт-Тауне. В это время она попала под влияние лучших учителей острова — мистера Хэнли (англ. J. E. Hanley), директора школы для мальчиков и Энни Локер (в 1937 году ставшей супругой Милтона Аллена), директора школы для девочек, которые развивали школьное образование. Также стала офицером гёрлгайдов. В 1935 году начала работать в школе в Сент-Питер-Бастер, в 1938 году — в школе для девочек в Бастере. Несколько лет работала директором начальной школы в Дьеп-Бэй-Тауне, с 1941 года — школы в Тринити, в 1945 году — школы Сент-Джонстон-Вилладж в Бастере.
В 1948 году отправилась в Порт-оф-Спейн на Тринидаде, где прошла курс в государственном педагогическом колледже. По возвращении назначена учителем-супервизором Невиса. Четыре года спустя была переведена в Бастер учителем-супервизором со специализацией на домоводстве. Поступила в колледж для учителей домоводства в английском Сифорде. Также побывала в Лондоне, где прошла курс по здоровому питанию в Лондонской школе гигиены и тропической медицины.
По возвращении на Сент-Китс была назначена учителем, ответственным за преподавание домоводства. С 1959 года на неё возложили ответственность за обучение молодых женщин, которые хотели поехать в Канаду в качестве прислуги. Это была программа, которая помогла снизить безработицу на Сент-Китсе и представила участвовавшим в ней молодым женщинам возможность переехать в страну, где они могли бы продолжить свою карьеру в других областях после завершения контракта. Многие нашли работу в больницах, офисах и на фабриках в Торонто и Монреале. В рамках программы девять групп женщин из Сент-Китса были обучены и отправлены в Канаду.
В 1960 году Эдвардс стала ассистентом школьного инспектора по домоводству. В её обязанности также входила помощь Департаменту образования в разработке программы питания.
Королева Елизавета II и её супруг Филипп, герцог Эдинбургский, посетили Сент-Китс и Невис в 1966 году. Во время королевского визита команда Эдвардс отвечала за питание иностранных журналистов. Её усилия были отмечены в The Times. В том же году её усилия были отмечены и она получила степень члена Британской империи (MBE).
В 1968—1973 годах помогала Чарльзу Миллсу (Charles Mills; ум. 2007) в реорганизации Департамента образования.
После выхода на пенсию работала исполнительным директором Профсоюза Сент-Китса (TLU), связанного с Лейбористской партией, и редактором газеты Labour Spokesman, печатного органа Лейбористской партии.
После внезапной смерти 3 августа 1978 года Уильяма Гласфорда (William Florian Glasford; 1908—1978) избрана спикером Национального собрания, стала первой женщиной на этом посту.
Была одной из основательниц в 1968 году, секретарём и председателем женской волонтёрской организации Friends of the Hospital, созданной для поддержки главной больницы имени Джозефа Натаниэля Франса (Joseph N. France General Hospital), основанной в 1966 году.
Пела в хоре методистской церкви, была учительницей и суперинтендантом в воскресной школе.
Умерла в 2004 году.

## Личная жизнь
Муж — юрист Уолтер Эдвардс (Walter Edwards).